# 北汝河 (沙河)
北汝河是中国河南省中部沙河的一条支流，全长250公里，流域面积6080平方公里。发源于河南嵩县车村镇西南龙池漫山北麓分水岭村，曲折东北流至汝阳县紫罗山、云梦山之间的“汝阙”，至汝州市纳牛涧河后折向东南，经郏县、襄城县后沿着襄城、叶县和舞阳县界，至舞阳县和襄城县交界处注入沙河。多年平均径流量26.76立方米每秒，多年平均年径流量8.44亿立方米。